# Islam en Afghanistan

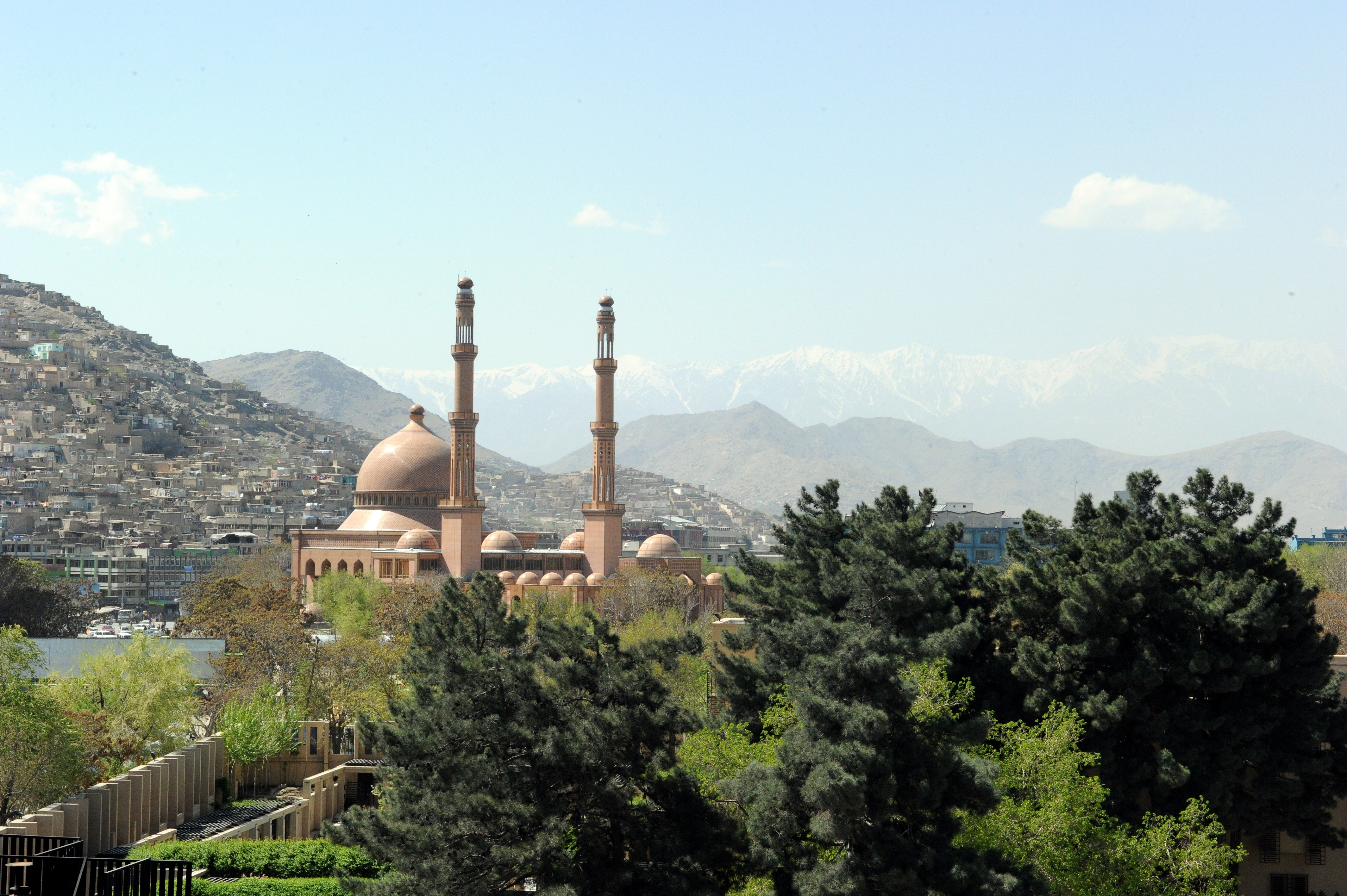
La mosquée Abdul Rahman, à Kaboul.

L'islam est la religion officielle de l'Afghanistan. Environ 99 % de la population est musulmane, dont 80 % de sunnites, et 20 % de chiites. La majorité des sunnites sont d'école hanafite. La majorité des chiites sont des chiites duodécimains, et il y a aussi des ismaéliens.

## Histoire

### Début de l'islam

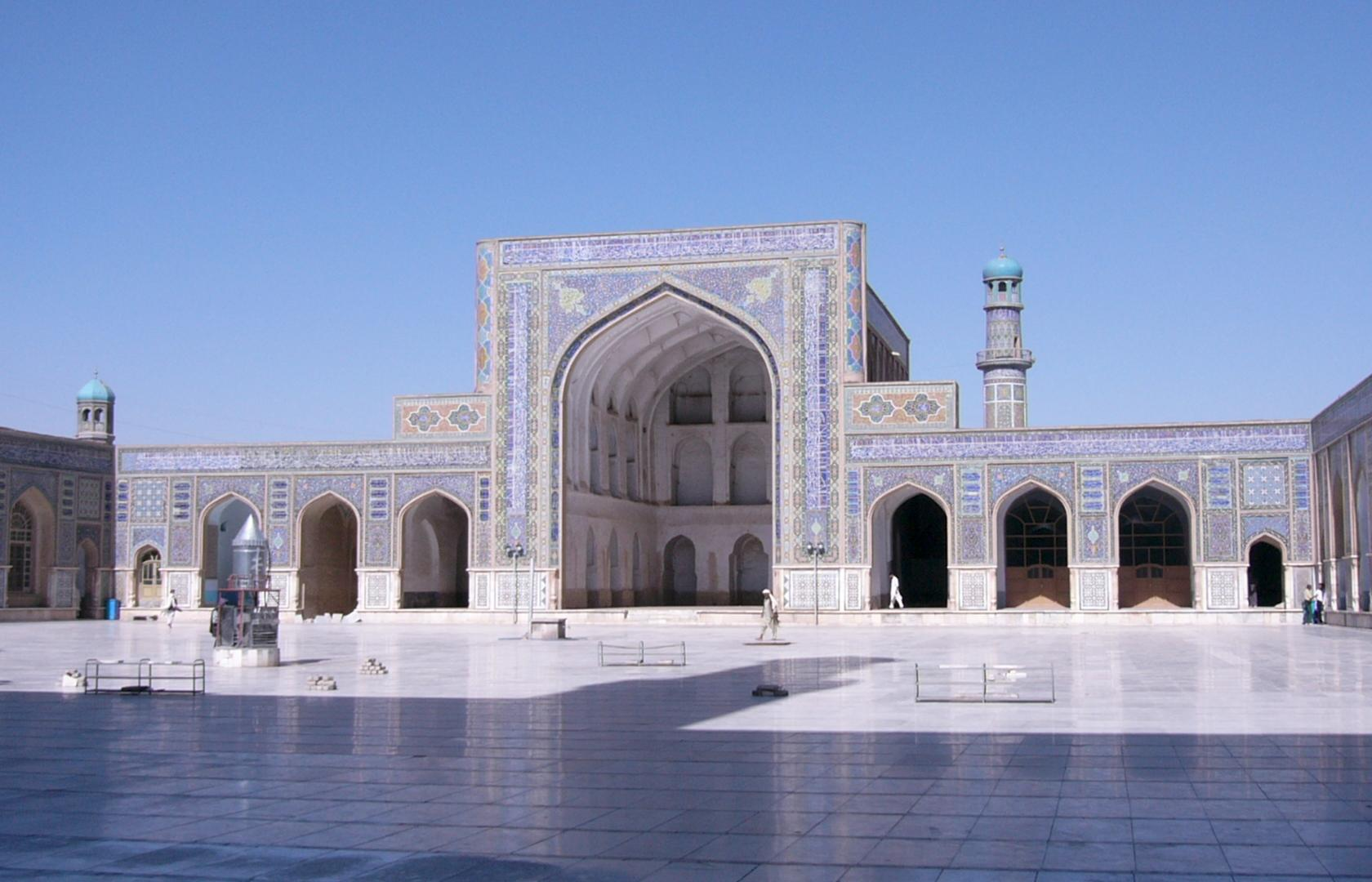
La mosquée du vendredi de Hérat, bâtie au XIIe siècle sous la dynastie ghouride.

À la fin du VIIe siècle, la dynastie omeyyade conquiert le territoire de l'Afghanistan, après avoir vaincu les sassanides à Nihawand. À la suite de cette défaite, le dernier empereur sassanide, Yazdgard III, fuit en Asie centrale. En le poursuivant, les arabes passent au Nord-Est de l'Iran, puis s'arrêtent dans la ville actuelle de Hérat, pour ensuite engager leur armée  vers l'Est de l'actuel Afghanistan. En même temps, ils exercent des efforts considérables pour amener les habitants à l'islam.
Un grand nombre des habitants de la région du Nord de l'Afghanistan se convertit à l'islam grâce à des missionnaires musulmans omeyyades, notamment sous le règne d'Hisam ibn Abd al-Malik et d'Omar ibn Abdulaziz. Petit à petit, les chefs musulmans locaux purent obtenir que les convertis soient fidèles à la prière en échange d'argent, et permirent que le Coran soit récité en farsi plutôt qu'en arabe. Lors du règne d'Al Mu'tasim, l'islam commença à être pratiqué dans toute la région. Sous le règne de Ya'qub-i Laith Saffari, l'islam était la religion majoritaire à Kaboul, de même que dans les autres cités de l'actuel Afghanistan. Plus tard, les Samanides propagèrent l'islam sunnite en Asie centrale, et le Coran fut traduit complètement en farsi au IXe siècle. À partir du IXe siècle, l'islam était la religion dominante. À ce moment-là, l'autorité spirituelle intervenait pendant les crises, mais n'exerçait pas de pouvoir séculier. Au début du XIe siècle, Mahmûd de Ghazni mit fin à la présence à l'Est de l'Afghanistan du clan des Shahis, qui pouvaient être Hindous, musulmans ou Sikhs. La dynastie Ghaznavide remplaça alors la dynastie ghouride, qui avait assuré un empire stable. La mosquée de Hérat, la plus vieille mosquée d'Afghanistan, fut construite au XIIe siècle.

### Naissance de l'État afghan

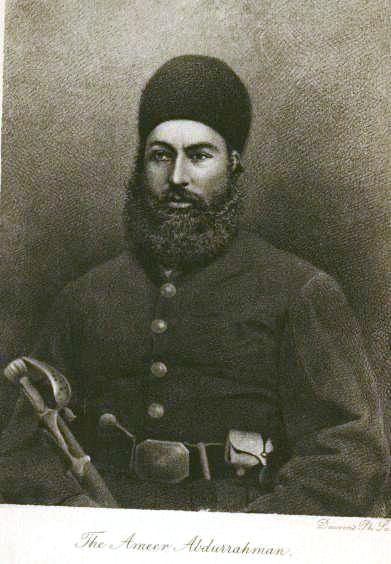
Ameer Abdurahman, premier roi d'Afghanistan, de 1880 à 1901.

Les tribunaux de la charia existaient dans les centres urbains quand en 1747, Ahmad Shah Durrani établit l'État Afghan. Mais la base judiciaire de la société restait le code tribal appelé pashtunwali (le code d'honneur pachtoun), et ce jusqu'à la fin du XIXe siècle. Des fatwas étaient parfois prononcées, et parfois on appelait au djihad contre des groupes d'opposants politiques, qui menaçaient le pouvoir. En 1979, avec l'invasion soviétique, les Afghans musulmans ne purent plus pratiquer l'Islam. 

### l'Afghanistan sous l'ère soviétique
Avec l'invasion des soviétiques, la société multi-ethnique de l'Afghanistan se souda autour de l'islam, et le Parti Démocratique du Peuple d'Afghanistan prit le pouvoir en 1978. L'islam avait su faire bloc contre l'idéologie communiste. La guerre contre les soviétiques vit l'émergence des moudjahidin. Les chefs moudjahidin avaient beaucoup d'aura dans la population. Souvent, ils prévalaient sur les chefs tribaux. Les pouvoirs politique et religieux étaient mêlés. Le contrôle de l'argent et des armes était l'enjeu majeur.
Les moudjahidins parvinrent à résister aux soviétiques avec l'aide étrangère, mais ils ne parvenaient pas à asseoir leur autorité pour gouverner l'Afghanistan. Pendant la guerre d'Afghanistan, qui dura de 1979 à 1989, ils ne parvinrent jamais à remplacer les structures tribales. La plupart des chefs moudjahidins exerçaient le pouvoir comme des khans, ou ils adaptaient les structures politiques modernes à la société afghane. Avec le temps, pourtant, les chefs moudjahidin les plus puissants réussirent à lutter efficacement contre la grande pauvreté qui sévissait.

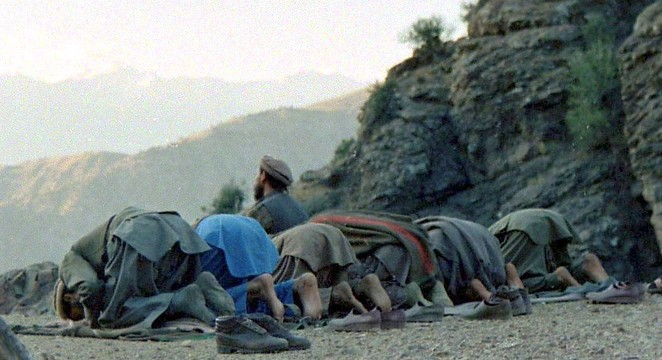
Des moudjahidins priant dans la vallée de Kunar, en 1987.

Avec le départ des troupes soviétiques, l'Etat islamique d'Afghanistan apparut en 1992. Il marqua un tournant majeur dans l'histoire afghane, puisqu'avant les chefs religieux n'intervenaient pas dans les problèmes politiques. Mais le gouvernement ne parvint pas à asseoir sa légitimité, et comme la pauvreté sévissait de nouveau, les milices combattaient les unes contre les autres, créant une sorte de guerre tribale. Dans tout l'Afghanistan, la population vivait sous la menace des vols, des enlèvements, et des viols. Le trafic de drogue augmenta de façon spectaculaire. Les moudjahidins n'avaient plus la confiance de la population.

### Les talibans
À l'automne 1994, un groupe sunnite appelé Talibans entreprit de débarrasser le pays de tous les criminels et les seigneurs de guerre. Leur intention était de créer un gouvernement islamique « pur », selon leur interprétation de la charia. Certains chefs talibans ont été des moudjahidins, mais la plupart étaient des jeunes réfugiés ayant fréquenté les madrasas pakistanaises, notamment celles de la Jamat-e Ulema-e Islam. Il s'agit d'un parti politique pakistanais conservateur dirigé à l'époque par Maulana Fazlur Rahman, qui soutenait les moudjahidins.

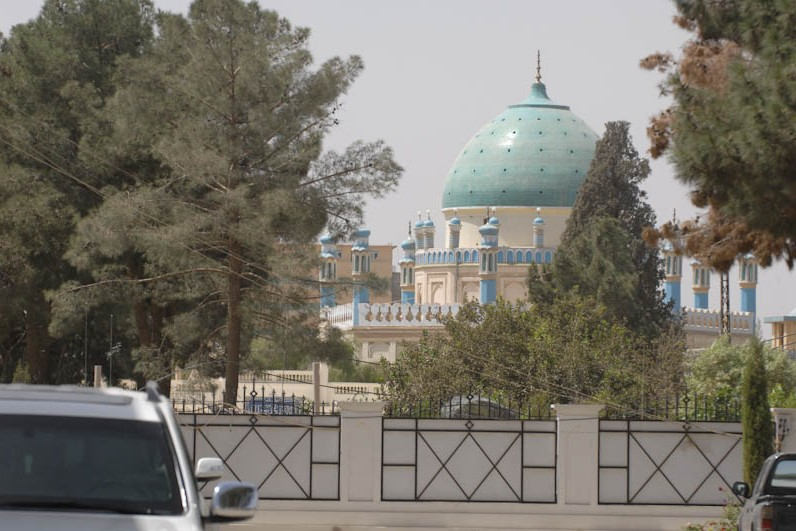
La mosquée de Kandahar a été le siège du gouvernement Taliban.

Les talibans étaient surtout des pachtouns des zones rurales, qui ont établi leur quartier général à Kandahar. En septembre 1996, ils ont pris la ville de Kaboul, et sont parvenus à régner sur les deux tiers du territoire afghan. Leur montée au pouvoir fut fulgurante. Ils collectaient des armes et maintenaient la paix. Dans le même temps, ils appliquaient la charia : les meurtriers étaient exécutés publiquement, les couples adultères étaient lapidés, et les voleurs amputés. Ils interdirent le cerf-volant, les échecs et les combats de coqs, car c'étaient des moyens pour la population de gagner de l'argent par des jeux de hasard. La musique et les vidéos étaient prohibées, il ne devait pas y avoir d'images d'hommes ou d'animaux, selon la coutume musulmane, et les voix de femmes étaient bannies de la radio. Les femmes restaient à la maison ; elles ne pouvaient plus ni travailler ni faire des études.

## L'islam actuel
Pour les Afghans, la religion musulmane est un système unificateur qui peut dépasser les clivages tribaux et ethniques. L'islam a une influence majeure dans la société afghane. L'observance religieuse ponctue le rythme des jours et des saisons. La prière commune du vendredi à la mosquée n'est toutefois pas obligatoire. Des petites communautés ont une mosquée au centre des villages, des villes ou dans les quartiers dans grandes agglomérations. Les mosquées ont de nombreuses fonctions en plus de la prière. Elles servent de dortoir quand les familles reçoivent des invités, ce sont des lieux de rencontres et des écoles (madrasas). Quasiment tous les Afghans ont été à l'école dans une madrasa. Pour la plupart, c'est la seule éducation formelle qu'ils ont pu avoir.
L'islam est une religion totalisante, qui règle à la fois le comportement en société et les relations humaines, la famille et l'individu. L'islam structure au quotidien les relations au sein des communautés.
La hiérarchie religieuse s'organise et comporte plusieurs niveaux. N'importe quel musulman peut devenir imam et guider la prière. Les mollahs qui officient dans les mosquées sont en général payés par le gouvernement, avec l'accord de la communauté. Mais ils dépendent au quotidien de l'aide de la communauté, par exemple au moment des récoltes. Ils doivent bien connaître le Coran, la sunna, les hadiths et la charia, et transmettre les principes de l'islam  la communauté. Ils arbitrent les conflits d'interprétation du Coran. Ils sont responsables de l'éducation des enfants et sont payés pour cela. Ils ont un rôle important pour les naissances, les mariages et les funérailles.
Dans les zones rurales, les mollahs sont plus indépendants. En plus de leur charge, ils travaillent aussi comme paysans. Certains sont analphabètes, mais ils ont souvent plus d'éducation que le reste de la communauté. Certains aussi ont une santé précaire, car ils dépendent au quotidien de la communauté. Ils ne sont pas toujours traités avec respect. On se moque de leur ignorance ou parfois de leur arrogance. Leur autorité de mollah les conduit à prendre des décisions parfois lourdes de conséquences politiques ou sociales, car elles opposent différentes communautés.

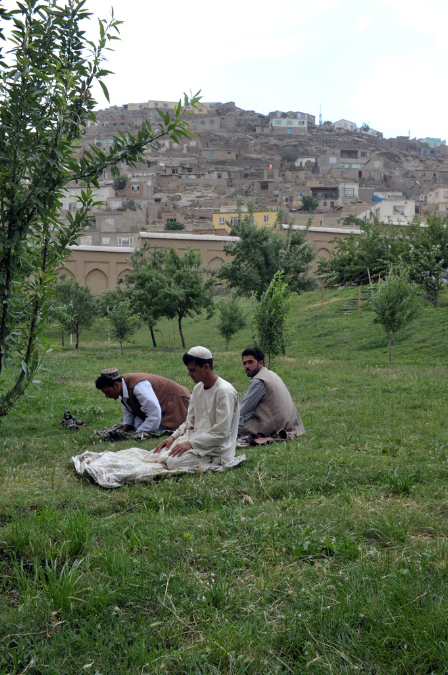
Des hommes priant dans les jardins de Babur, à Kaboul

Certains groupes de musulmans, comme les salafistes ou le ahl-e hadith, s'opposent à la vénération des mausolées et aux pèlerinages, considérant cela contraire au message principal du Coran et de la Sounna : Le Tawhîd (dogme monothéiste et monolâtre de l'Islam, ou L'Unicité). Néanmoins, on trouve beaucoup de mausolées sur le territoire afghan. Les villages les plus anciens se sont construits autour de mausolées antiques, où les fugitifs trouvent parfois refuge. Ces mausolées peuvent être un simple monticule de pierres. Ils peuvent aussi être des tombes avec un dôme sculpté. Le clergé local veille au respect de ces mausolées. Ils peuvent marquer le lieu où un héros (shahid) est tombé au combat, un mollah qui a eu une grande influence de son vivant, ou un poète soufi. Il peut aussi y avoir des reliques. Beaucoup d'Afghans commémorent les exploits d'Ali ibn Abu Talib, le quatrième calife pour les sunnites, et le premier imam des chiites. Il aurait été enterré dans le plus beau mausolée d'Afghanistan, un lieu de pèlerinage dans la région de Mazâr-e Charîf. La plupart des historiens s'accordent pourtant à penser que 'Ali aurait été inhumé à Najaf (Irak).
Dans les lieux de pèlerinages, des fêtes annuelles attirent des milliers de pèlerins de tribus ou d'ethnies très variées. les pèlerins visitent les mausolées pour obtenir des faveurs spéciales des „saints“ qu'ils honorent : guérir d'une maladie, demander la naissance d'un fils,… Les femmes, aiment particulièrement participer aux pèlerinages et aux activités liées à ces mausolées. Les pèlerinages peuvent durer plusieurs jours. et les pèlerins portent des amulettes (appelées tawiz), pour se protéger du mauvais œil, avoir des relations paisibles entre les maris et les épouses, et autres demandes. Toutefois, la vénération des saints et le port d'amulette ne correspondent pas à l'islam orthodoxe. Les amulettes sont souvent dénoncés comme étant de la sorcellerie.